# Función racional
En matemáticas, una función racional de una variable es una función que puede ser expresada de la forma:

{\displaystyle f(x)={\frac {P(x)}{Q(x)}}}

donde P y Q son polinomios en la variable Error al representar (SVG (MathML puede ser habilitado mediante un plugin de navegador): respuesta no válida («Math extension cannot connect to Restbase.») del servidor «http://localhost:6011/es.wikipedia.org/v1/»:): {\displaystyle x}
, y siendo Q distinto del polinomio nulo, esta fracción es irreducible, es decir que las ecuaciones P(x) = 0 y Q(x) = 0 carecen de raíces comunes. Esta definición puede extenderse a un número finito pero arbitrario de variables, usando polinomios de varias variables:

{\displaystyle f(x_{1},\dots ,x_{n})={\frac {P(x_{1},\dots ,x_{n})}{Q(x_{1},\dots ,x_{n})}}}

La palabra "racional" hace referencia a que la función racional es una razón o cociente (de dos polinomios); los coeficientes de los polinomios pueden ser números racionales.
Las funciones racionales tienen diversas aplicaciones en el campo del análisis numérico para interpolar o aproximar los resultados de otras funciones más complejas, ya que son computacionalmente simples de calcular como los polinomios, pero permiten expresar una mayor variedad de comportamientos.

## Análisis de funciones racionales

### Ceros
Una función racional vale 0 solo si su numerador vale 0. Podría decirse, las raíces de una función racional 
{\displaystyle f(x)={\frac {P(x)}{Q(x)}}}
son las raíces del polinomio del numerador P(x). Por ejemplo, la función {\displaystyle \textstyle f(x)={\frac {x^{2}-1}{x+3}}} , definida en todos los números reales menos el -3, tiene como raíces a los valores donde {\displaystyle x^{2}-1=0}, esto es  {\displaystyle x=1}  y  {\displaystyle x=-1}.

### Asíntotas verticales
Las asíntotas verticales son rectas de la forma x=a. En una función racional, las asíntotas verticales están determinadas por los valores que anulan el denominador. Por ejemplo, la función {\displaystyle \textstyle f(x)={\frac {x^{2}-1}{x+3}}} tiene una asíntota vertical de ecuación {\displaystyle x=-3.}

### Asíntotas horizontales
Las asíntotas horizontales son rectas de la forma Error al representar (SVG (MathML puede ser habilitado mediante un plugin de navegador): respuesta no válida («Math extension cannot connect to Restbase.») del servidor «http://localhost:6011/es.wikipedia.org/v1/»:): {\displaystyle y=b}
. En una función racional, las asíntotas horizontales están determinadas de la siguiente forma:
Sea 
{\displaystyle f(x)={\frac {P(x)}{Q(x)}}},
siendo P(x) y Q(x) polinomios y Q(x) no es nulo. Llamaremos "gr(A)" al grado de un polinomio A.
- Si gr(Q)<gr(P) entonces f(x) no tiene asíntota horizontal.
- Si gr(Q)>gr(P) entonces f(x) tiene una asíntota horizontal con ecuación y=0.
- Si gr(P)=gr(Q) entonces f(x) tiene una asíntota horizontal con ecuación {\displaystyle \textstyle y={\frac {{\text{Coeficiente Principal de  }}P}{{\text{Coeficiente Principal de }}Q}}}.

Por ejemplo, la función Error al representar (SVG (MathML puede ser habilitado mediante un plugin de navegador): respuesta no válida («Math extension cannot connect to Restbase.») del servidor «http://localhost:6011/es.wikipedia.org/v1/»:): {\displaystyle \textstyle f(x)=\frac{x^2-1}{x+3}}
 no tiene asíntota horizontal, ya que el grado del polinomio del numerador es mayor que el grado del denominador.

## Función homográfica
Una función homografica es un tipo de función racional, donde el numerador es un polinomio de grado menor o igual que 1 y el denominador es un polinomio de grado uno. Es decir, una función de la forma:
{\displaystyle f(x)={\frac {ax+b}{cx+d}}}
siendo a, b, c, d números reales y c es no nulo. Si  el denominador es distinto de cero y si ad ≠ bc, su gráfica corresponde a una hipérbola . Aplicando el análisis de las funciones racionales, se puede hacer el mismo para las funciones homográficas.

### Ceros
Una función homografica vale 0 solo si su numerador vale 0. Si una función homografica la escribimos como {\displaystyle \textstyle f(x)={\frac {ax+b}{cx+d}}} entonces su raíz está determinada por la raíz de ax+b. Véase que ax+b=0 si x= -b/a. Entonces la raíz de una función homografica es x= -b/a . Notar que si a=0, entonces la función racional no tiene raíces. 

### Asíntotas Verticales
Sea la función {\displaystyle \textstyle f(x)={\frac {ax+b}{cx+d}}} las asíntotas verticales están determinadas por los valores que anulan el denominador, es decir, las que anulen cx+d. Como el denominador es una función lineal, hay un solo valor que lo anula, y es x=-d/c. 

### Asíntotas horizontales
Sea la función {\displaystyle \textstyle f(x)={\frac {ax+b}{cx+d}}}  con {\displaystyle a} no nulo, entonces la función tiene una asíntota horizontal de ecuación {\displaystyle y=a/c} , que es el cociente entre el coeficiente principal del numerador y el coeficiente principal del denominador. Si a=0, la función tiene una asíntota horizontal de ecuación y=0, ya que el grado del polinomio del denominador es mayor que el del numerador.

### Forma estándar
Otra forma en la que pueden presentarse las funciones homograficas son la siguiente:
{\displaystyle f(x)={\frac {A}{x-C}}+B}
donde {\displaystyle A,B,C} son números reales y {\displaystyle A} es no nulo.
A partir de esa expresión, se pueden leer más fácilmente los elementos de la función para hacer su gráfico. Hagamos una lectura previa de esa expresión con lo que ya sabemos.
La función {\displaystyle \textstyle f(x)={\frac {A}{x-C}}}  tiene como dominio {\displaystyle \mathbb {R} -\{C\}} por lo tanto tiene asíntota vertical en x=C. Al mismo tiempo, el grado del polinomio del denominador es de grado 1, y el del denominador es 0 por ser una constate. Estamos en el caso donde la asíntota horizontal es {\displaystyle y=0}.
Cuando a {\displaystyle \textstyle f(x)={\frac {A}{x-C}}} le sumemos {\displaystyle B}, este va a desplazar a la función de forma vertical (hacia arriba si {\displaystyle B} es positivo y hacia abajo si  {\displaystyle B} es negativo), por lo tanto, también desplazara a su asíntota horizontal. La asíntota vertical se va a mantener ya que el dominio sigue siendo el mismo cuando sumemos  {\displaystyle B}. Por lo tanto, siempre tendremos asíntota horizontal en {\displaystyle y=B} asíntota vertical en {\displaystyle x=C}.
En este caso, si la función tiene asíntota horizontal en y=B, tenemos que {\displaystyle \operatorname {Im} (f)=\mathbb {R} -\{B\}} ya que la función nunca toca a la asíntota (y toma el valor B).

#### CasoB=0
Si B=0 entonces la ecuación de la asíntota horizontal es y=0, por lo tanto, la función se acerca al eje x sin tocarlo. Tiene sentido pensar entonces que la función no tiene raíces, ya que Error al representar (SVG (MathML puede ser habilitado mediante un plugin de navegador): respuesta no válida («Math extension cannot connect to Restbase.») del servidor «http://localhost:6011/es.wikipedia.org/v1/»:): {\displaystyle \textstyle f(x) = \frac{A}{x - C}}
  (B=0) nunca vale 0 porque A≠0.
La función es positiva cuando A y (x-C) tienen el mismo signo. Entonces:
- Si A es un número positivo, f es positiva cuando x>C. Si A es un numeró negativo f es positiva cuando x<C.

- Si A es un número negativo, f es positiva cuando x<C. Si A es un numeró negativo f es positiva cuando x>C.

#### CasoC=0{\displaystyle C=0}yB≠0{\displaystyle B\neq 0}
Si {\displaystyle C=0}, {\displaystyle \textstyle f(x)={\frac {A}{x}}+B} , entonces la asíntota horizontal no es el eje x sino {\displaystyle y=B}, por lo cual esta por encima o por debajo del eje, la asíntota vertical es {\displaystyle x=0}.

## Propiedades
- Toda función racional es de clase {\displaystyle C^{\infty }} en un dominio que no incluya las raíces del polinomio Q(x).
- Todas las funciones racionales en las que el grado de Q sea mayor o igual que el grado de P tienen asíntotas (verticales, horizontales u oblicuas).
- Todas las funciones racionales cuyos coeficientes pertenecen a un cuerpo forman un cuerpo que incluye al cuerpo base como subcuerpo. El cuerpo de funciones racionales forma un subcuerpo del cuerpo de series de potencias formales.

## Integración de funciones racionales
Dada una función racional:
{\displaystyle f(x)={\frac {P(x)}{Q(x)}},\qquad P(x),Q(x)\in \mathbb {R} [x]}
Si el denominador es un polinómico mónico {\displaystyle \scriptstyle Q(x)} con k raíces diferentes, entonces admitirá la siguiente factorización en términos de polinomio irreducibles:
{\displaystyle {\begin{cases}Q(x)=(x-r_{1})^{m_{1}}(x-r_{2})^{m_{2}}\dots (x-r_{k})^{m_{k}}(x^{2}+s_{1}x+t_{1})^{n_{1}}\dots (x^{2}+s_{l}x+t_{l})^{n_{l}}\\k,l,m_{i},n_{j}\in \mathbb {N} ,\ r_{p},s_{p},t_{p}\in \mathbb {R} \end{cases}}}
Si {\displaystyle \scriptstyle {\mbox{gr}}(P)<{\mbox{gr}}(Q)} entonces la función racional puede escribirse como combinación lineal de fracciones racionales de las formas:
{\displaystyle {\begin{matrix}f_{1}(x)={\cfrac {1}{(x-r_{i})}}&f_{2}(x)={\cfrac {1}{(x-r_{i})^{u}}}\\f_{3}(x)={\cfrac {1}{x^{2}+a^{2}}}&f_{4}(x)={\cfrac {1}{(x^{2}+a^{2})^{v}}}\\f_{5}(x)={\cfrac {x}{x^{2}+a^{2}}}&f_{6}(x)={\cfrac {x}{(x^{2}+a^{2})^{w}}}\end{matrix}}}
Por lo que la integral de la función {\displaystyle \scriptstyle f_{i}(x)} es una combinación lineal de funciones de la forma {\displaystyle \scriptstyle F_{i}(x)} :
{\displaystyle {\begin{matrix}F_{1}(x)=\ln(x-r_{i})&F_{2}(x)={\cfrac {1-u}{(x-r_{i})^{u-1}}}\\F_{3}(x)={\cfrac {1}{a}}\arctan {\cfrac {x}{a}}&F_{4}(x)={\cfrac {1}{2a^{2}}}\left({\cfrac {x}{(v-1)(x^{2}+a^{2})^{v-1}}}+{\cfrac {2v-3}{v-1}}\int {\cfrac {dx}{(x^{2}+a^{2})^{v-1}}}\right)\\F_{5}(x)={\cfrac {1}{2}}\ln(x^{2}+a^{2})&F_{6}(x)={\cfrac {-1}{2(w-1)(x^{2}+a^{2})^{w-1}}}\end{matrix}}}
Obsérvese que lo anterior implica que las funciones racionales constituyen un cuerpo algebraico que es cerrado bajo la derivación, pero no bajo la integración.